# نجمة سداسية
هذه مقالة في الهندسة، من أجل رمز الديانة اليهودية، انظر نجمة داود.

نجمة سداسية غير منتظمة

في الهندسة الرياضية، النجمة السداسية هي مضلع نجمي له ستة رؤوس، ويتشكل من اجتماع مثلثين متساويين الأضلاع. يعرف هذا الشكل بشكل واسع على أنه رمز للديانة اليهودية باسم نجمة داود التي اقتبسها بني إسرائيل من مصر عقب خروجهم منها. كما أن لها استخدامات في العديد من الثقافات والديانات الأخرى.

## المساحة والمحيط
تحسب مساحة النجمة السداسية المنتظمة المكونة من مثلثين متساويي الأضلاع متداخلين، إذا كان طول الضلع في المثلث المتساوي الأضلاع الكبير {\displaystyle a} بالعلاقة:
{\displaystyle A={\frac {\sqrt {3}}{3}}a^{2}}
بينما يحسب المحيط بالعلاقة:
{\displaystyle P=4a}

## النجمة السداسية في الديانات المختلفة

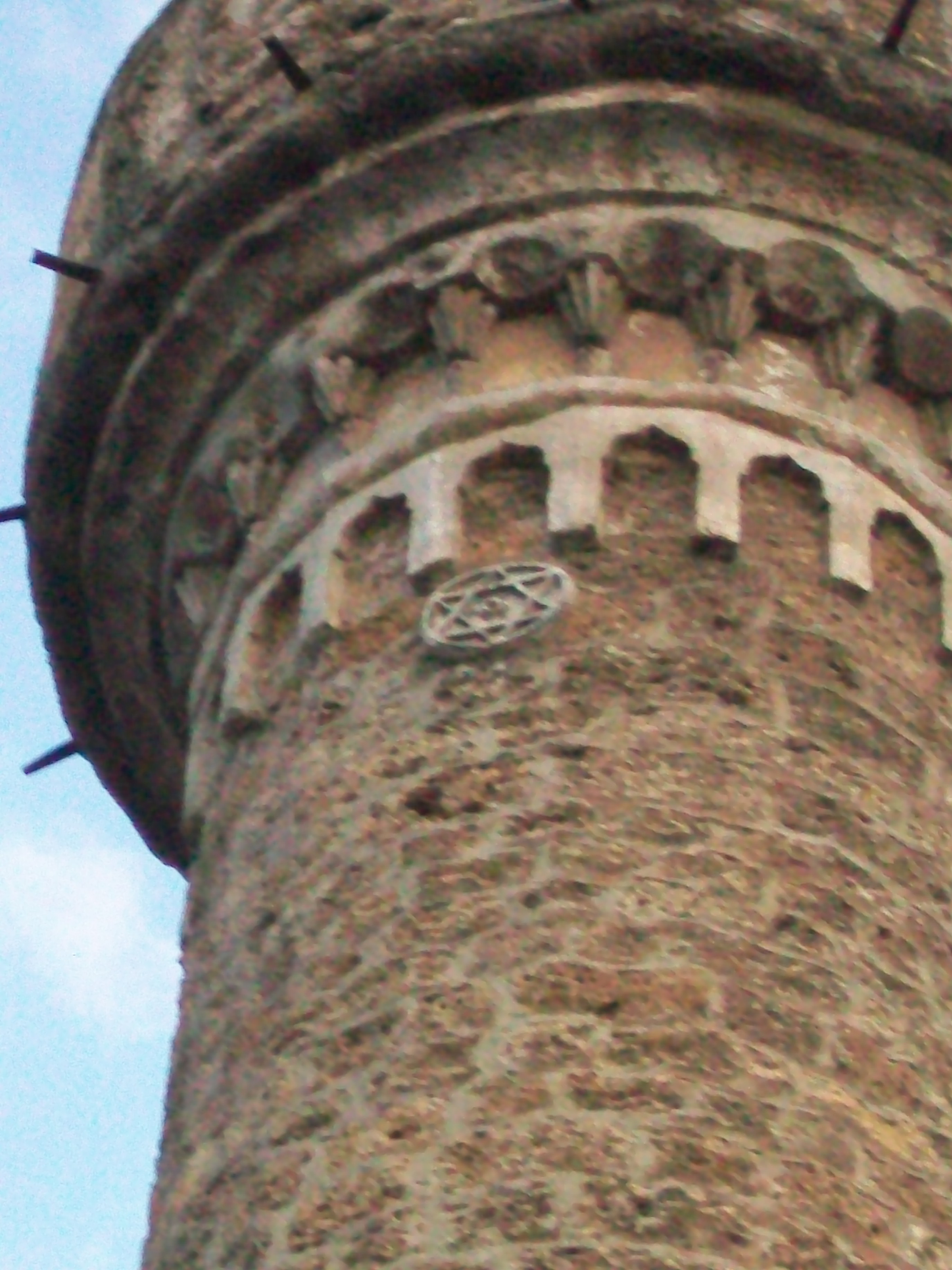
استخدمت النجمة السداسية رمزًا إسلاميا في عدة حقب تاريخية. وهنا تظهر على مئذنة مسجد في قوصوة.

هناك إجماع على أن الجذور العميقة لرمز النجمة السداسية تعود إلى قرون من الزمن سبقت بداية تبني هذا الرمز من قبل الشعب اليهودي، وهذا يتّضح فيما يلي:
- في الممارسة القديمة التي تعتبر أصل علم الكيمياء الحديثة والتي كانت تسمى خيمياء كانت النجمة السداسية رمزا لتجانس متضادين وبالتحديد النار والماء.[1]
- في «العلوم الخفية» والتي هي عبارة عن ممارسات قديمة لتفسير ماهو مجهول أو ماوراء الطبيعي تم استعمال النجمة السداسية كرمز لآثار أقدام نوع من «العفاريت» وكانت النجمة تستعمل في جلسات استحظار تلك «العفاريت».
- في الديانة الهندوسية تستعمل النجمة السداسية كرمز لاتحاد القوى المتضادة مثل الماء والنار، الذكر والأنثى ويمثل أيضا التجانس الكوني بين شيفا (الخالق حسب أحد فروع الهندوسية) وشاكتي (تجسد الخالق في صورة الإله الأنثوي) وأيضا ترمز النجمة السداسية إلى حالة التوازن بين الإنسان والخالق التي يمكن الوصول إليه عن طريق الموشكا (حالة التيقظ التي تخمُد معها نيران العوامل التي تسبب الآلام مثل الشهوة، الحقد والجهل)، ومن الجدير بالذكر أن هذا الرمز يستعمل في الهندوسية لأكثر من 10,000 سنة.[2]
- في الديانة الزرادشتية كانت النجمة السداسية من الرموز الفلكية المهمة في علم الفلك والتنجيم.[3]
- في بعض الديانات الوثنية القديمة كانت النجمة السداسية رمزا للخصوبة والاتحاد الجنسي حيث كان المثلث المتجه نحو الأسفل تمثل الأنثى والمثلث الآخر يمثل الذكر.[4]
- في عام 1969 تبنت كنيسة الشيطان النجمة السداسية داخل دائرة كرمز لها، وكان اختيار هذا الرمز نتيجة للرمز المشهور في الكتاب المقدس 666 الذي تم ذكره في نبوءة دانيال والتي تشير إلى الدجال أو ضد المسيح.
- تم استعمال النجمة السداسية والرقم 666 في حبكة رواية شيفرة دافينشي سنة 2003 للمؤلف دان براون كجزء من نظرية المؤامرة.[5]

## معرض صور

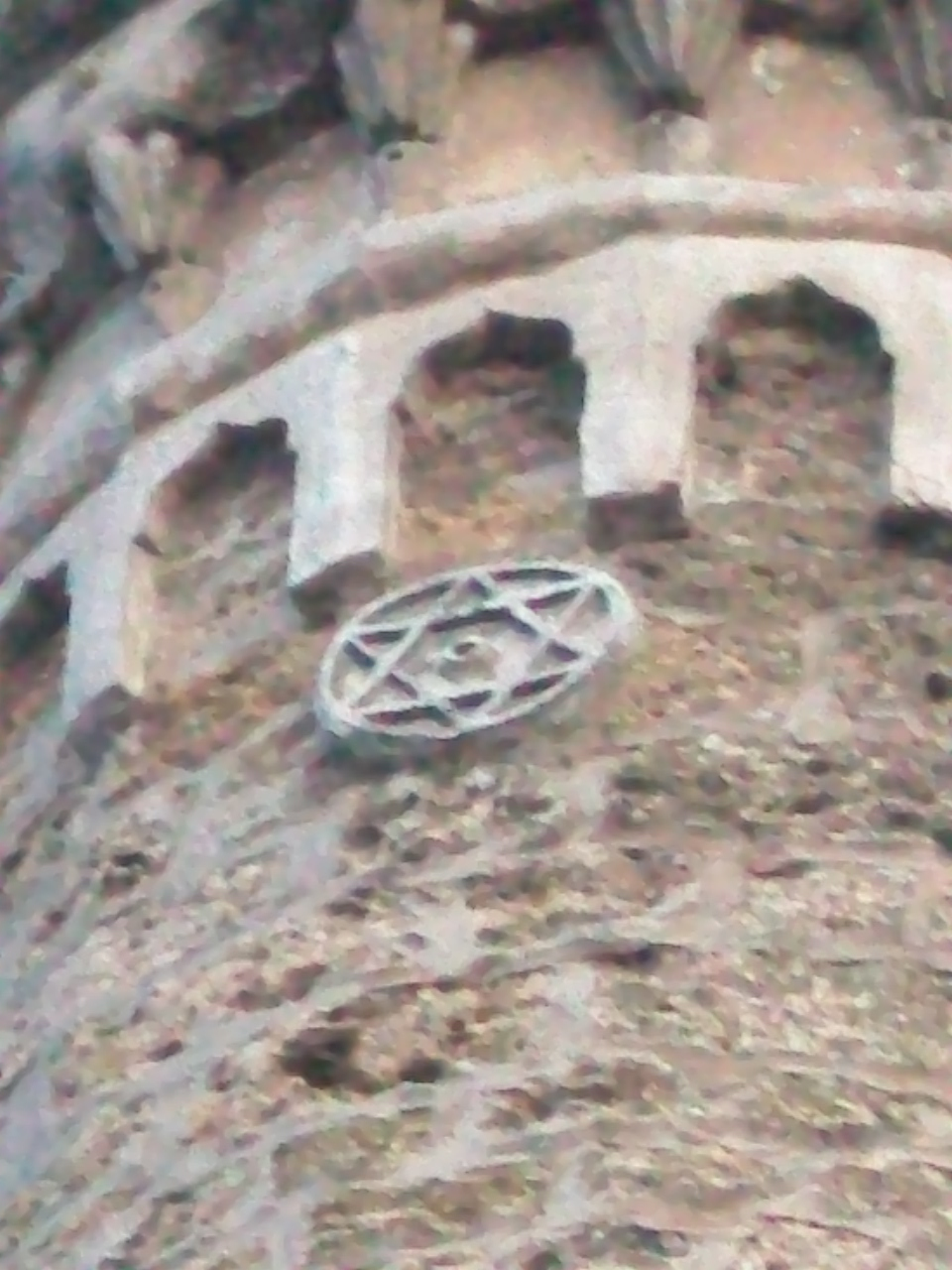
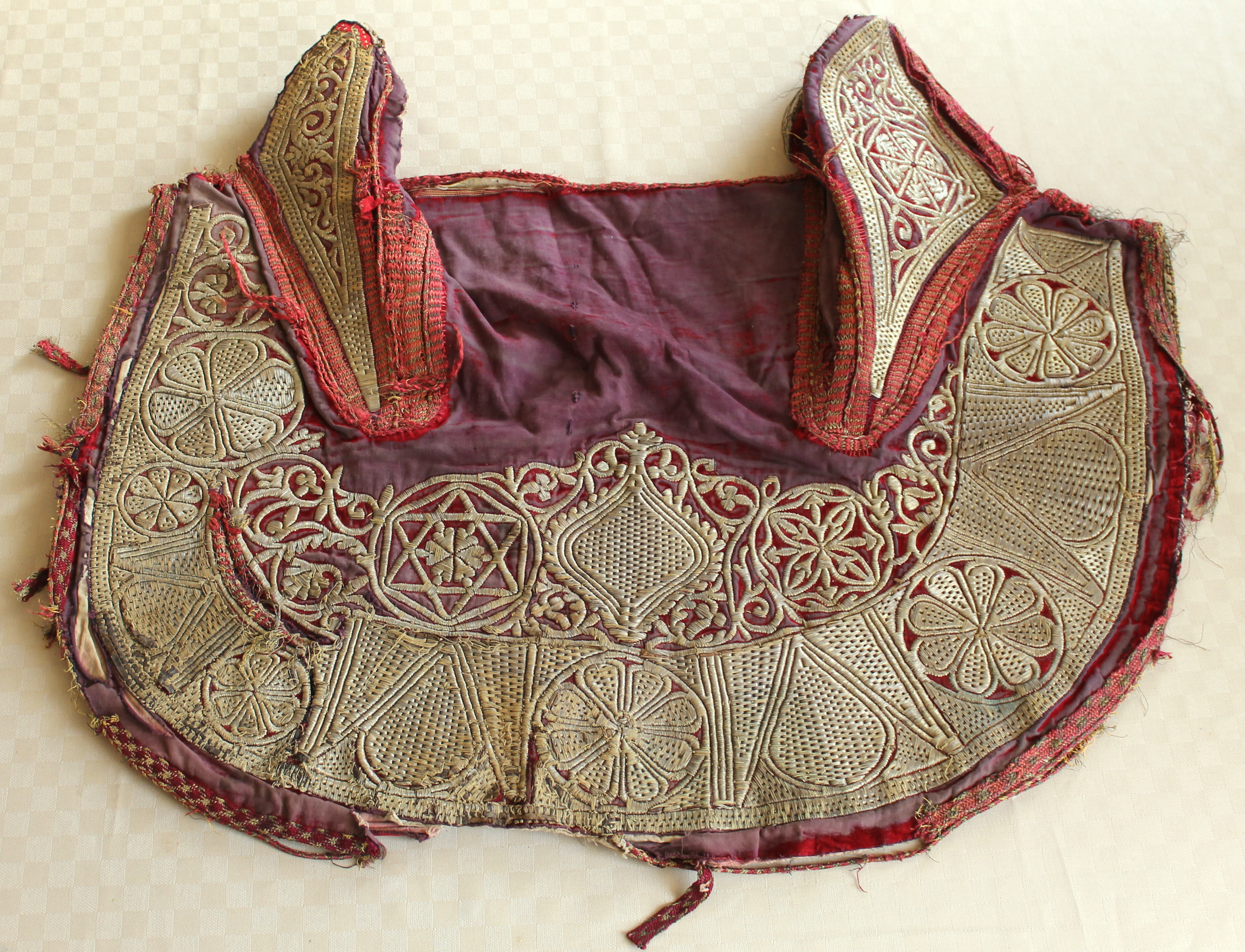
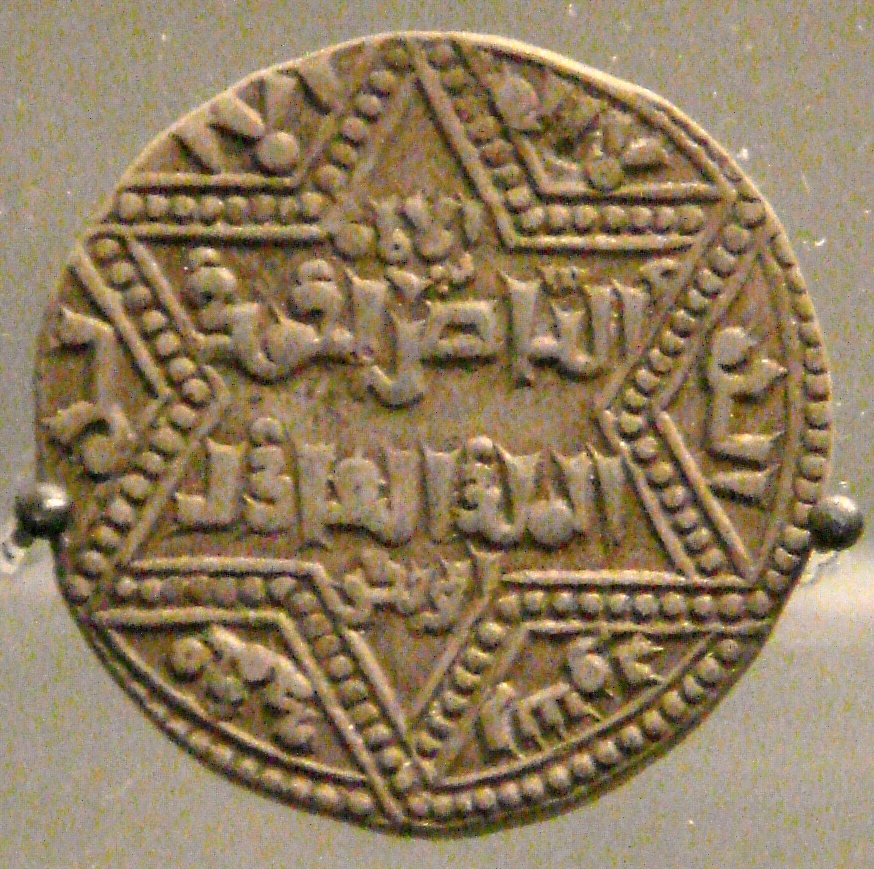
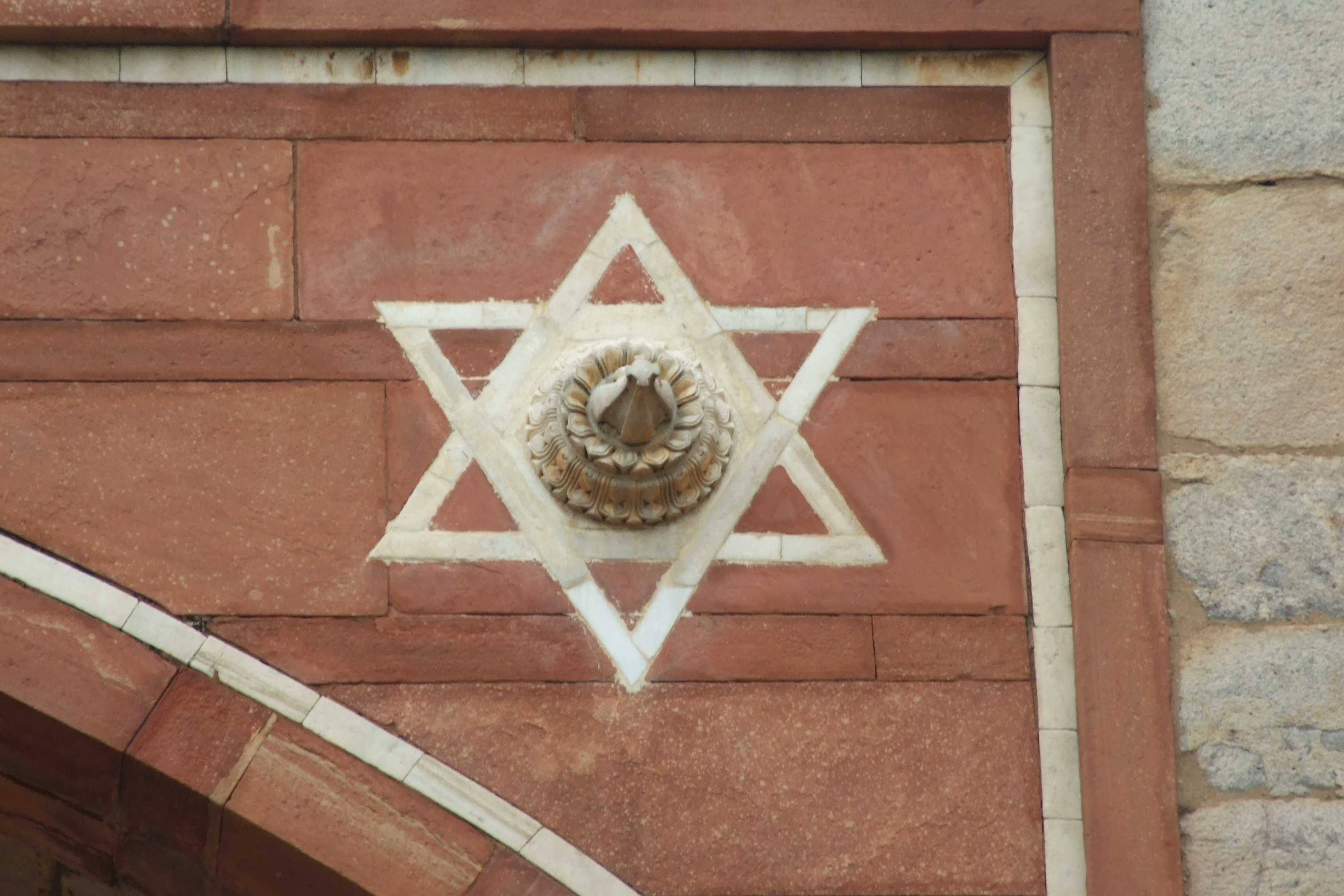